# Anders Jormin
Anders Bertil Michael Jormin, (Jönköping, 7 september 1957) is een Zweedse jazzbassist, componist en bandleider. Hij is een vooraanstaande contrabassist in de Zweedse postbop-scene en is te horen op veel platen die uitkwamen op het bekende label ECM.

## Biografie
Jormin studeerde contrabas en improvisatie/muziekpedagogiek aan het conservatorium van Göteborg, hij studeerde er af in 1979. Hij werd bekend door zijn lidmaatschap van de groep Rena Rama van Bobo Stenson en Palle Danielsson, later speelde hij met Charles Lloyd (album: 'Canto', 1996) en, regelmatig, met de Poolse trompettist Tomasz Stańko.
Jormin heeft gespeeld en internationaal getoerd met talrijke musici, zoals Elvin Jones, Don Cherry, Lee Konitz, Joe Henderson, Paul Motian, Rita Marcotulli, Norma Winstone, Mike Manieri, Mats Gustafsson, Albert Mangelsdorff, Dino Saluzzi, Marilyn Crispell en Kenny Wheeler. Tevens leidde hij allerlei solo-projecten, waarmee hij albums heeft opgenomen, voor onder andere de platenlabels Dragon Records en ECM.
Anders Jormin is professor aan het conservatorium van Gothenburg University, hij geeft er les in contrabas en improvisatie. In 1995 was hij professor aan Sibelius Academy in Helsinki, in 2003 verleende deze muziekacademie hem een eredoctoraat.

## Prijzen en onderscheidingen (selectie)
- Jan Johansson Scholarship (1992)
- Jazz Kannan (1994)
- Swedish Royal Music Academy Jazz Prize (2010).

## Discografie

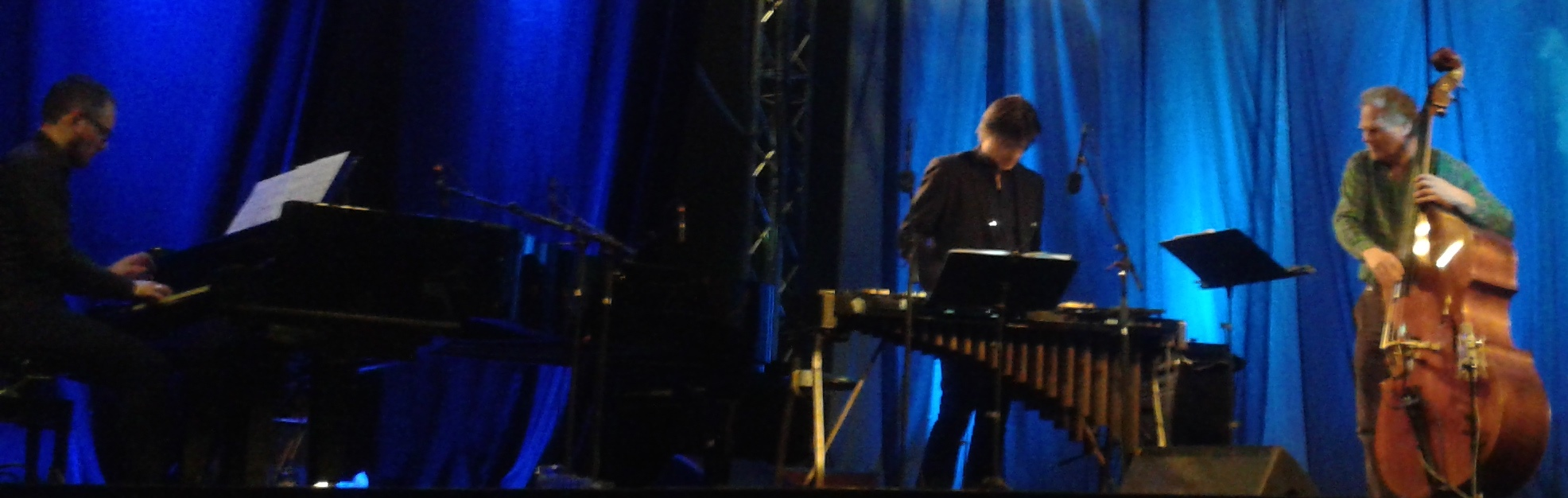
Jormin, Ivar Kolve en Espen Berg
met Kåre Kolve's Interactions, op Vossajazz 2016.

### Als leider
- Nordic Lights (Dragon, 1984)
- Eight Pieces (Dragon)
- Alone (Dragon, 1991)
- Jord (Dragon, 1995)
- Once (Dragon)
- Silvae (Dragon, 1998)
- Xieyi (ECM, 2001)
- In Winds, In Light (ECM, 2003)
- Aviaja (Footprint Records, 2005)
- Songs in Meantone (Footprint, 2011) – met Karin Nelson en Jonas Simonson
- Ad Lucem (ECM, 2012)
- Provenance (Footprint, 2013)
- Between Always and Never (Swedish Society Discofil, 2014)
- Trees of Light (ECM, 2015) – met Lena Willemark en Karin Nakagawa

### Als 'sideman'
met Don Cherry
- Dona Nostra (ECM, 1994)

met Mark Feldman
- What Exit (ECM, 2006)

met Charles Lloyd
- Notes from Big Sur (ECM, 1992)
- The Call (ECM, 1993)
- All My Relations (ECM, 1994)
- Canto (ECM, 1996)

met Tomasz Stańko
- Matka Joanna (ECM, 1994)
- Leosia (ECM, 1996)
- From the Green Hill (ECM, 1998)

met Bobo Stenson
- Very Early (Dragon)
- Reflections (ECM, 1993)
- War Orphans (ECM, 1997)
- Serenity (ECM, 1999)
- Goodbye (ECM, 2004)
- Cantando (ECM, 2007)
- Indicum (ECM, 2011)

### Als leider en 'sideman'
met (broer) Christian Jormin
- Provenance (Footprint Records/Bo Ejeby Förlag/Naxos, 2013)